# West Kameng (huyện)
Huyện West Kameng là một huyện thuộc bang Arunachal Pradesh, Ấn Độ. Thủ phủ huyện West Kameng đóng ở Bomdila. Huyện West Kameng có diện tích 7422 ki lô mét vuông. Đến thời điểm năm 2001, huyện West Kameng có dân số 74595 người.